# Gabriele Loschelder
Gabriele „Mo“ Loschelder (* 1962 in Düsseldorf) ist eine deutsche Malerin, DJ, Musikerin, Plattenlabel- und Clubbetreiberin sowie Künstleragentin besonders im Rahmen der Berliner Techno- und Clubkultur.

## Leben
Loschelder studierte von 1986 bis 1992 an der Kunstakademie Düsseldorf bei Gerhard Richter.  1992 zog sie nach Berlin und engagierte sich in der elektronischen Musikszene der Stadt. Sie begann als DJ zu arbeiten und kam über Auftritte im Berliner Miniclub Elektro in Kontakt zum Schweizer Künstler Daniel Pflumm. Dort lernte sie auch den Musiker Klaus Kotai kennen. Gemeinsam mit Pflumm und Kotai gründete sie das Plattenlabel Elektro Music Department (EMD), auf dem sie zwei Soloplatten und gemeinsam mit Kotai als Kotai + Mo zwei Alben und vier Singles veröffentlichte. Gleichzeitig arbeitete sie von 1994 bis 1998 im Berliner Plattenladen Hard Wax, wo sie die Abteilung „Strange Music“ betreute.
Nachdem das Elektro schließen musste, gründete Loschelder gemeinsam mit Pflumm und Kotai zwei weitere Clubs: das Panasonic (1996–1997) und das Init (1997–1999).
Nach Tätigkeiten in verschiedenen Agenturen gründete sie 2009 ihre eigene Künstleragentur Media Loca, die unter anderem Electric Indigo, Natalie Beridze, Gudrun Gut, Charlemagne Palestine und Ilpo Väisänen vertritt.
1998 wurde ihre Tochter geboren. Mo Loschelder lebt und arbeitet in Berlin.

## Diskografie

### Alben
- 1997: Kotai + Mo – NYC. loops. 008 (Elektro Music Department)
- 1999: Kotai + Mo – Elektro Music Department (Elektro Music Department)

### Singles und EPs
- 1995: Kotai + Mo – Socializer / Tranquilizer (Elektro Music Department)
- 1995: Kotai + Mo – Esso (Elektro Music Department)
- 1996: Kotai + Mo – Silencer (Elektro Music Department)
- 1997: Kotai + Mo – NYC Loops.005 Video (Elektro Music Department)
- 1997: Kotai + Mo – NYC Loops.008 (Elektro Music Department)
- 1998: Mo – Icetrain (Elektro Music Department)
- 1999: Mo feat. El Puma – Fortuna99 (Elektro Music Department)
- 2000: Kotai + Mo – Black Acid (Elektro Music Department)
- 2000: Elektro Music Department – Follow You To The End Of The World (WMF Records)
- 2001: Mo –  Darling 7" (BQ)
- 2003: Various – Music For Children / Los Dos aka Mo & El Puma Un Elefante (Bruchstücke)
- 2003: Mo – Shadow Remix / Foxy EP (Monika Enterprise)
- 2004: Elektro Music Department – Anti-Establishment 02 (Italic)